# آمالا آکیننی
آمالا آکیننی (به انگلیسی: Amala Akkineni) (زاده ۱۲ سپتامبر ۱۹۷۰) بازیگر و فعال رفاه جانوران هندی است.
از فیلم‌هایی که وی در آن نقش داشته است می‌توان به کاروان، جرئت، دوست، سیوا، ستاره سوزان و تصویر صحبت اشاره کرد.